# موير إس. فيرتشايلد
موير إس. فيرتشايلد (بالإنجليزية: Muir S. Fairchild)‏ هو ضابط أمريكي، ولد في 2 سبتمبر 1894 في مدينة بيلينغام في الولايات المتحدة، وتوفي في 17 مارس 1950 في Fort Myer ‏ في الولايات المتحدة.